# Xeon
Xeon és la identificació utilitzada per Intel per definir els microprocessadors de gamma alta, especials per servidors. Es caracteritzen per incorporar una quantitat major de memòria cau (nivells 1, 2 i ocasionalment 3), algunes instruccions extra, millor controlador de memòria principal i suport per sistemes multiprocessador.